# Лущан Сергій Іванович
Сергій Іванович Лущан (узб. Sergey Ivanovich Lushan / рос. Сергей Иванович Лущан; нар. 14 червня 1973, Ташкент, Узбецька РСР) — узбецький та російський футболіст, півзахисник та нападник. Виступав за збірну Узбекистану. Нині головний тренер клубу «Навбахора».

## Клубна кар'єра
У 6 років розпочав займатися в СДЮСШОР ташкентського «Пахтакора». В 11-му класі припинив заняття через тяжку травму тазової кістки, отриманої після аварії на мотоциклі. Після школи відслужив у армії. По завершенні служби в армії колишній тренер Олександр М'ягков запросив до команди першої ліги «Маданчі» (Бекабад). Наступного сезону тренер Олександр Авер'янов, який приїхав до Ташкента, запросив Лущана до «Океану» (Находка). Три сезони відіграв за «Океан» у першій лізі, потім перейшов у самарські «Крила Рад». З 1997 по 2003 рік грав у вищому дивізіоні за «Крила Рад» та «Ростсільмаш». 2005 року отримав російське громадянство. У 2007 році повернувся до Узбекистану, де виступав за ташкентський клуб вищої ліги «Курувчі» (у 2008 році команда змінила назву на «Буньодкор»).

## Кар'єра в збірній
У футболці національної збірної Узбекистану дебютував 16 листопада 1998 року в товариському матчі проти Індії. Загалом за національну команду зіграв 28 матчів та відзначився 1-м голом.

## Кар'єра тренера
Закінчивши кар'єру гравця, залишився у «Буньодкорі» та очолив академію клубу. У 2011 році став тренером дубля «Буньодкора», який грав у турнірі дублерських команд Вищої Ліги Узбекистану. З 2013 по 2014 роки очолював клуб «Буньодкор-2», фарм клуб, який виступав у Першій лізі Узбекистану. 11 березня 2014 року призначений новим головним тренером молодіжної збірної Узбекистану, змінив на вище вказаній посаді свого попередника Олексія Євстафєєва. З червня 2014 року по вересень 2015 року був головним тренером ташкентського «Буньодкора». 23 вересня 2015 року подав у відставку з посади головного тренера клубу. У лютому 2016 року знову призначений головним тренером «Буньодкору».
У сезоні 2020 року почав працювати тренером самаркандського «Динамо» з Про Ліги Узбекистану. Проте самаркандський клуб був розформований після 5 місяців виступів. 
У 2021-2022 роках - директор ДЮСШ «Шахтар» (Солігорськ). Наприкінці 2022 року призначений головним тренером «Шахтаря» з Петрикова – фарм-клубу солігорського «Шахтаря» у першій лізі Білорусії. У січні 2024 року залишив посаду головного тренера петриковського «Шахтаря».
З 19 липня 2024 року – головний тренер узбецького клубу «Навбахор».

## Статистика виступів

### Клубна
Станом на 23 листопада 2008 року
| Клуб              | Сезон             | Ліга                  | Ліга  | Ліга | Нац. кубок | Нац. кубок | Конт. кубок | Конт. кубок | Загалом | Загалом |
| Клуб              | Сезон             | Дивізіон              | Матчі | Голи | Матчі      | Голи       | Матчі       | Голи        | Матчі   | Голи    |
| ----------------- | ----------------- | --------------------- | ----- | ---- | ---------- | ---------- | ----------- | ----------- | ------- | ------- |
| «Буньодкор»       | 2007              | Суперліга Узбекистану | 24    | 4    | 5          | 1          | -           | -           | 29      | 5       |
| «Буньодкор»       | 2008              | Суперліга Узбекистану | 4     | 1    | 2          | 0          | 4           | 0           | 10      | 1       |
| «Буньодкор»       | Загалом           | Загалом               | 28    | 5    | 7          | 1          | 4           | 0           | 39      | 6       |
| Усього за кар'єру | Усього за кар'єру | Усього за кар'єру     | 28    | 5    | 7          | 1          | 4           | 0           | 39      | 6       |

### У збірній
| національна збірна Узбекистану | національна збірна Узбекистану | національна збірна Узбекистану |
| Рік                            | Матчі                          | Голи                           |
| ------------------------------ | ------------------------------ | ------------------------------ |
| 1998                           | 7                              | 0                              |
| 1999                           | 4                              | 0                              |
| 2000                           | 3                              | 1                              |
| 2001                           | 10                             | 0                              |
| 2002                           | 1                              | 0                              |
| 2003                           | 3                              | 0                              |
| Загалом                        | 28                             | 1                              |

Станом на 17 березня 2016 року

### Голи за збірну
Рахунок та результат збірної Узбекистану в таблиці подано на першому місці.
| #  | Дата           | Місце                                     | Суперник | Рахунок | Результат | Змагання              |
| -- | -------------- | ----------------------------------------- | -------- | ------- | --------- | --------------------- |
| 1. | 17 жовтня 2000 | Муніципальний стадіон Саїда, Сайда, Ліван | Японія   | 1–5     | 1–8       | континентальний кубок |

## Досягнення
«Буньодкор»
- Суперліга Узбекистану
  -  Чемпіон (1): 2008

- Кубок Узбекистану
  -  Володар (1): 2008